# Gwendoline Riley
Gwendoline Riley (* 1979 in London) ist eine britische Schriftstellerin.
Sie wuchs in der Nähe von Liverpool auf und zog dann nach Manchester. Dort studierte sie Literaturwissenschaft an der Manchester Metropolitan University.
Bekannt wurde sie mit ihrem Roman Cold Water, für den sie 2002 mit einem Betty Trask Award ausgezeichnet wurde.

## Auszeichnungen
- 2002: Betty Trask Award für Cold Water
- 2008: Somerset Maugham Award für Joshua Spassky
- 2017: Geoffrey Faber Memorial Prize für First Love

## Werke
- Cold Water (2002)
- Carmel (2003)
- Tuesday Nights and Wednesday Mornings: A Novella and Stories (2004)
- Sick Notes (2005)
- Joshua Spassky (2007)
- Opposed Positions (2012)
- First Love. London : Granta, 2017

## Deutsche Ausgaben
- Cold Water. Roman. Frankfurt am Main: Schöffling & Co. 2008, ISBN 978-3-89561-354-8
- Cold Water. Roman. (Hörbuch, Sprecherin: Julia Hummer) BUCHFUNK, Leipzig 2008, ISBN 978-3-86847-100-7
- Krankmeldungen. Roman. Frankfurt am Main: Schöffling & Co. 2009, ISBN 978-3-89561-355-5
- Joshua Spassky. Roman. Frankfurt am Main: Schöffling & Co. 2011, ISBN 978-3-89561-356-2